# Брухштет
Брухштет (њем. Bruchstedt) општина је у њемачкој савезној држави Тирингија. Једно је од 47 општинских средишта округа Унструт-Хајних. Према процјени из 2010. у општини је живјело 259 становника. Посједује регионалну шифру (AGS) 16064009.

## Географски и демографски подаци
Брухштет се налази у савезној држави Тирингија у округу Унструт-Хајних. Општина се налази на надморској висини од 218 метара. Површина општине износи 6,8 km². У самом мјесту је, према процјени из 2010. године, живјело 259 становника. Просјечна густина становништва износи 38 становника/km².